# Auguste Bellynck
Pour les articles homonymes, voir Bellynck.
Auguste Bellynck, né le 16 avril 1814 à Bergues-Saint-Winocq (France) et décédé le 14 janvier 1877 à Namur (Belgique), est un prêtre jésuite et un botaniste belge.
Premier titulaire (en 1844) de la chaire de botanique aux Facultés universitaires Notre-Dame de la Paix de Namur, récemment fondées, Auguste Bellynck est à l’origine de l’herbier des Facultés qui, au fil de nombreuses collections qui s’y sont ajoutées, est devenu un des plus riches de Belgique.
Il était membre de la Société royale de Flore de Bruxelles.
De 1858 à 1862, il se livre à des expérimentations photographiques, réalisant des négatifs sur papier et sur verre. Il colle des tirages sur papier salé dans un petit album : reproductions d'oeuvres d'art, de daguerréotypes, portraits, images de botanique (diatomées). 

## Œuvres principales
- Flore de Namur: ou, Description des plantes spontanées et cultivées en grand dans la province de Namur, observées depuis 1850 ; accompagnée de tableaux analytiques, des étymologies des noms, des propriétés des plantes, etc, Namur, Ed. Douxfils, 1855, 353 pp.
- Guide du lecteur ou catalogue d'une bibliothèque choisie, Namur, Ed. Douxfils, 1862. 302 pp.
- La botanique moderne: conférence sur la botanique générale. 1862. 51 pp.
- Anthropologie (compte rendu du rapport de M. de Quatrefages sur les progrès de l'anthropologie), Ed. Savy, 1868. 31 pp.
- Les Progrès récents de la zoologie en France (compte rendu du rapport de M. Milne-Edwards), F. Savy, 1870, 42 pp.
- Catalogue des plantes soit spontanées, soit cultivées en grand, observées en Belgique à l'usage des herborisations, 1876, 80 pp.
- Cours élémentaire de botanique, Namur, Ed. Mayolez, 1876, 680 pp.